# Kepler-törvények
Kepler-törvények néven nevezzük a  bolygómozgások három törvényét, melyeket Johannes Kepler német csillagász állapított meg Tycho Brahe megfigyelési adatait is felhasználva. A Kepler-törvények a Naprendszer bolygóinak mozgástörvényei.

## Kepler törvényei és általánosításaik

I. törvény

II. törvény

### Kepler törvényei

#### I. A bolygók pályája
A bolygók pályája ellipszis, és annak egyik gyújtópontjában van a Nap.
{\displaystyle r={\frac {l}{1+e\cdot \cos \varphi }}},
ahol (r,φ) a bolygók napközpontú polárkoordinátái, l a fókuszon átmenő, a nagytengelyre merőleges húr fele (semi-lactus rectum), e pedig az excentricitás.

#### II. A felületi törvény
A bolygók vezérsugara (a bolygót a Nappal összekötő szakasz) azonos idő alatt azonos területet súrol.
{\displaystyle {\frac {d}{dt}}\left({\frac {1}{2}}r^{2}{\dot {\varphi }}\right)={\text{const}},} ahol {\displaystyle {\frac {1}{2}}r^{2}{\dot {\varphi }}} az adott (nagyon kicsi) szögelfordulás alatt súrolt terület, ennek az idő szerinti első differenciálhányadosa a területi sebesség, ami konstans.

#### III. törvény

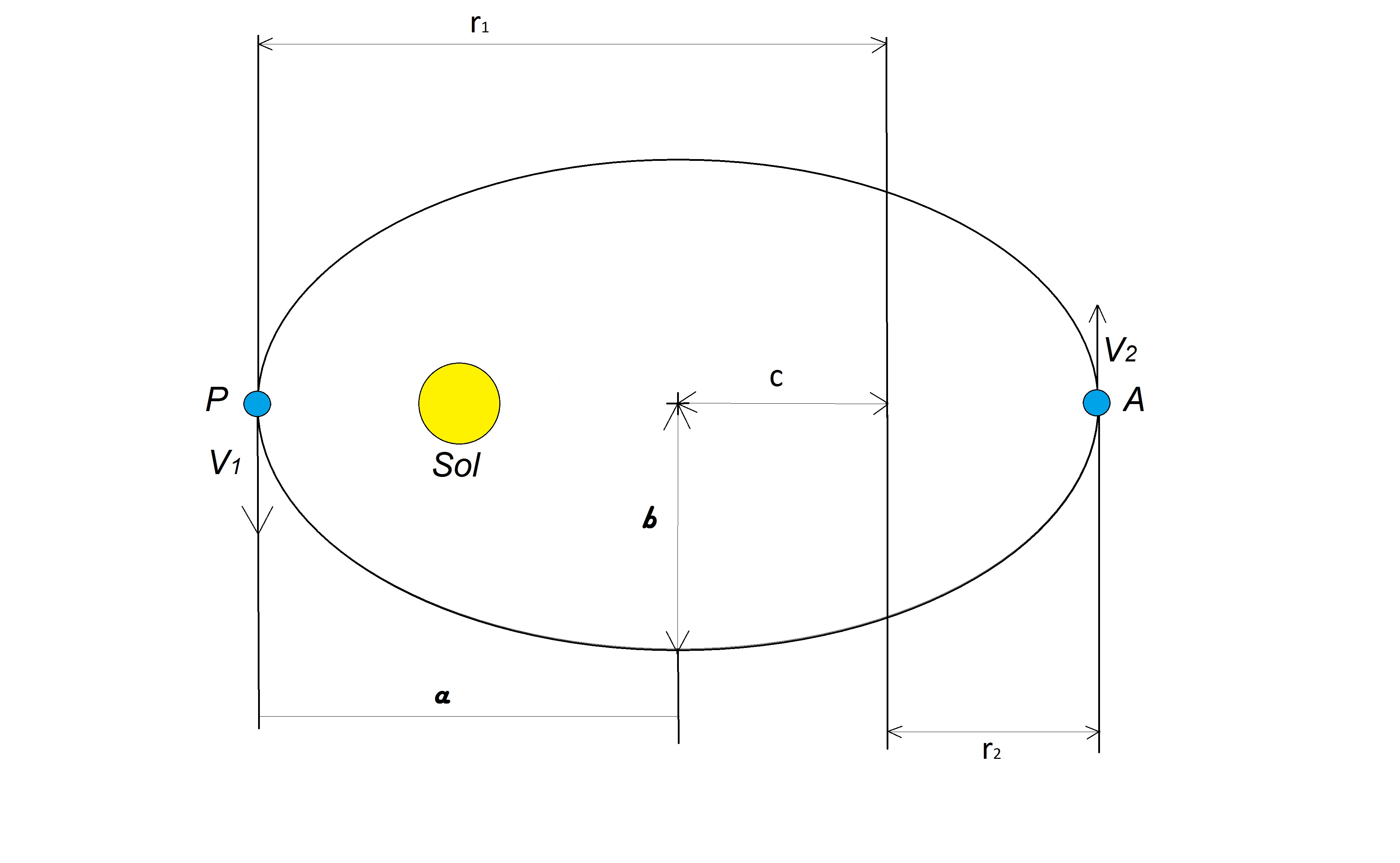
III. törvény

A bolygók keringési idejeinek ({\displaystyle T_{1},T_{2}}) négyzetei úgy aránylanak egymáshoz, mint az ellipszispályák fél nagytengelyeinek ({\displaystyle a_{1},a_{2}}) köbei, azaz
{\displaystyle {\frac {T_{1}^{2}}{T_{2}^{2}}}={\frac {a_{1}^{3}}{a_{2}^{3}}}}
Például a Jupiter keringési idejének (11,8 földi év) négyzete majdnem 140-szerese a Föld keringési ideje négyzetének. A Jupiter majdnem 5,2-szer van távolabb a Naptól, mint a Föld; ennek köbe szintén majdnem 140-szerese a Föld-Nap-távolság köbének.
Kepler III. törvényének pontos alakja:
{\displaystyle {\frac {a^{3}}{T^{2}}}={\frac {\mu }{4\pi ^{2}}},}
{\displaystyle \mathbf {\mu } =k^{2}(m_{1}+m_{2})}, ahol k a Gauss-féle gravitációs állandó, m1 és m2 pedig a testek tömege.
A Gauss-féle gravitációs állandó:
{\displaystyle k={\frac {2\pi }{T{\sqrt {1+m}}}},}
ahol m a Föld - Hold rendszer össztömege, T pedig a Föld - Hold rendszer tömegközéppontjának a Nap körüli keringési ideje.

### A Kepler-törvények általánosítása
A fenti törvények általánosíthatóak: igazak egy csillag körül keringő bolygóra, egy bolygó körül keringő holdakra és műholdakra, bármely nagy tömegű égitest körül keringő más égitestekre, csupán az {\displaystyle a^{3}/T^{2}} értéke más, a központi égitest tömegétől függ. Egy másik általánosítás a tetszőleges kúpszelet alakú pályákhoz vezet; például egyes üstökösök pályája parabola alakú. A Kepler-törvények közel egyforma tömegű testekre is általánosíthatóak, de ekkor a III. törvény közelítő jelleget ölt. Kepler törvényeinek fizikai magyarázatát a kéttestprobléma szolgáltatja.

## A Kepler-törvények története
Az első két törvényt Kepler az 1609-ben megjelenő Astronomia Nova (Új csillagászat) című művében közölte.
A harmadik törvényt a Mars adatainak kitartó tanulmányozásával 1618. május 15-én találta meg, ezt a törvényt az 1619-ben írt Harmonices Mundi ("A világ harmóniája") című művében közölte.
Kepler ezeket a törvényeket nem egy elméletből vezette le, hanem Tycho Brahe pontos megfigyeléseiből kiindulva találta meg. Isaac Newtonnak sikerült ezeket egy általánosabb elméletbe beleágyaznia, de meg kell jegyeznünk, hogy a híres   1/ {\displaystyle {r^{2}}}-es gravitációs erőtörvényt ő a Kepler-törvények alapján vezette le.

### Kepler II. törvényének igazolása
Kepler II. törvénye könnyen igazolható, ha bizonyítást nyer, hogy centrális erőtérben végzett mozgás esetén (tehát ha az erő egy rögzített pont felé irányul a mozgás során) az
{\displaystyle s={\frac {1}{2}}(\mathbf {r} \times \mathbf {\dot {r}} )} összefüggésben a területi sebességvektor állandó.
A koordináta-rendszer kezdőpontja az erőcentrumban van.
Newton II. törvénye szerint az erő: {\displaystyle \mathbf {F} =m\mathbf {a} },
amely felírható
{\displaystyle \mathbf {F} =m\mathbf {\ddot {r}} } alakban is, mert {\displaystyle \mathbf {a} =\mathbf {\dot {v}} =\mathbf {\ddot {r}} }.
A két alakból látható, hogy {\displaystyle \mathbf {r} } és {\displaystyle \mathbf {\ddot {r}} } vektorok párhuzamosak, ezért a vektoriális szorzatuk zérus:
{\displaystyle \mathbf {r} \times \mathbf {\ddot {r}} =\mathbf {0} .}
S deriváltja:
{\displaystyle {\frac {ds}{dt}}={\frac {1}{2}}(\mathbf {\dot {r}} \times \mathbf {\dot {r}} )+{\frac {1}{2}}(\mathbf {r} \times \mathbf {\ddot {r}} )=0,}
mert az első tag két vektora azonos, a vektoriális szorzat meghatározása miatt zérus, a második tagról pedig fentebb nyert bizonyítást, hogy szintén zérus. Mivel s deriváltja zérus,  ezért s állandó, következésképpen a területi sebességvektor is állandó, a mozgás pedig síkmozgás.